# Olle Ferm
Sven Olof Erik Ferm –conocido como Olle Ferm– (Norrköping, 8 de marzo de 1947) es un deportista sueco que compitió en natación. Ganó una medalla de bronce en el Campeonato Europeo de Natación de 1966 en la prueba de 4 × 200 m libre.

## Palmarés internacional
| Campeonato Europeo | Campeonato Europeo     | Campeonato Europeo | Campeonato Europeo |
| Año                | Lugar                  | Medalla            | Prueba             |
| ------------------ | ---------------------- | ------------------ | ------------------ |
| 1966               | Utrecht (Países Bajos) | Medalla de bronce  | 4 × 200 m libre    |